# Pacific Coastal Airlines
Pacific Coastal Airlines  ist eine kanadische Fluggesellschaft mit Firmensitz in Vancouver, British Columbia.

## Geschichte
Die Fluggesellschaft wurde im Jahr 1979 durch Direktor Daryl Smith und den CEO gegründet. Sie ist ein Familienbetrieb. Daryl Smith bringt über 42 Jahre Erfahrung als Pilot und Eigentümer kleiner Regionalfluggesellschaften mit. Seine Belegschaft setzt sich aus zahlreichen ehemaligen Mitarbeitern regionaler Fluggesellschaften in British Columbia zusammen.
Mittlerweile ist die Pacific Coastal Airlines ein  etabliertes Flugunternehmen an der kanadischen Westküste.

## Flotte
Pacific Coastal Airlines betreibt zurzeit (Stand: März 2023) 18 Flugzeuge:

## Ehemalige Flugzeugtypen
- Beechcraft Super King Air
- Cessna 185
- de Havilland Canada DHC-2 Beaver
- Grumman Goose
- Shorts 360

## Zwischenfälle
- Am 18. September 1979 kollidierte eine Britten-Norman BN-2A-7 Islander der Pacific Coastal Airlines (Luftfahrzeugkennzeichen C-FZVV) in dickem Nebel mit einem bewaldeten Hang. Das Flugzeug befand sich auf dem Weg von Comox nach Port Hardy. Von den neun Insassen kamen vier ums Leben, das einzige Crewmitglied und drei Passagiere.[2]

- Am 17. September 1994 stürzte eine de Havilland Canada DHC-6 Twin Otter 100 der Pacific Coastal Airlines (C-FDMR) kurz nach dem Start vom Fish Egg Inlet Logging Camp (British Columbia) 30 Meter vor der Küste ins Meer und ging unmittelbar unter. Als Ursache wurde ein durch Korrosion gerissenes Steuerkabel des Höhenruders ermittelt, das bei der Wartung übersehen worden war und zum Kontrollverlust seitens der Besatzung führte. Von den vier Insassen kamen drei ums Leben, ein Crewmitglied und beide Passagiere (siehe auch Flugunfall der Pacific Coastal Airlines im Fish Egg Inlet).[3][4]